# Georg Backer Berg

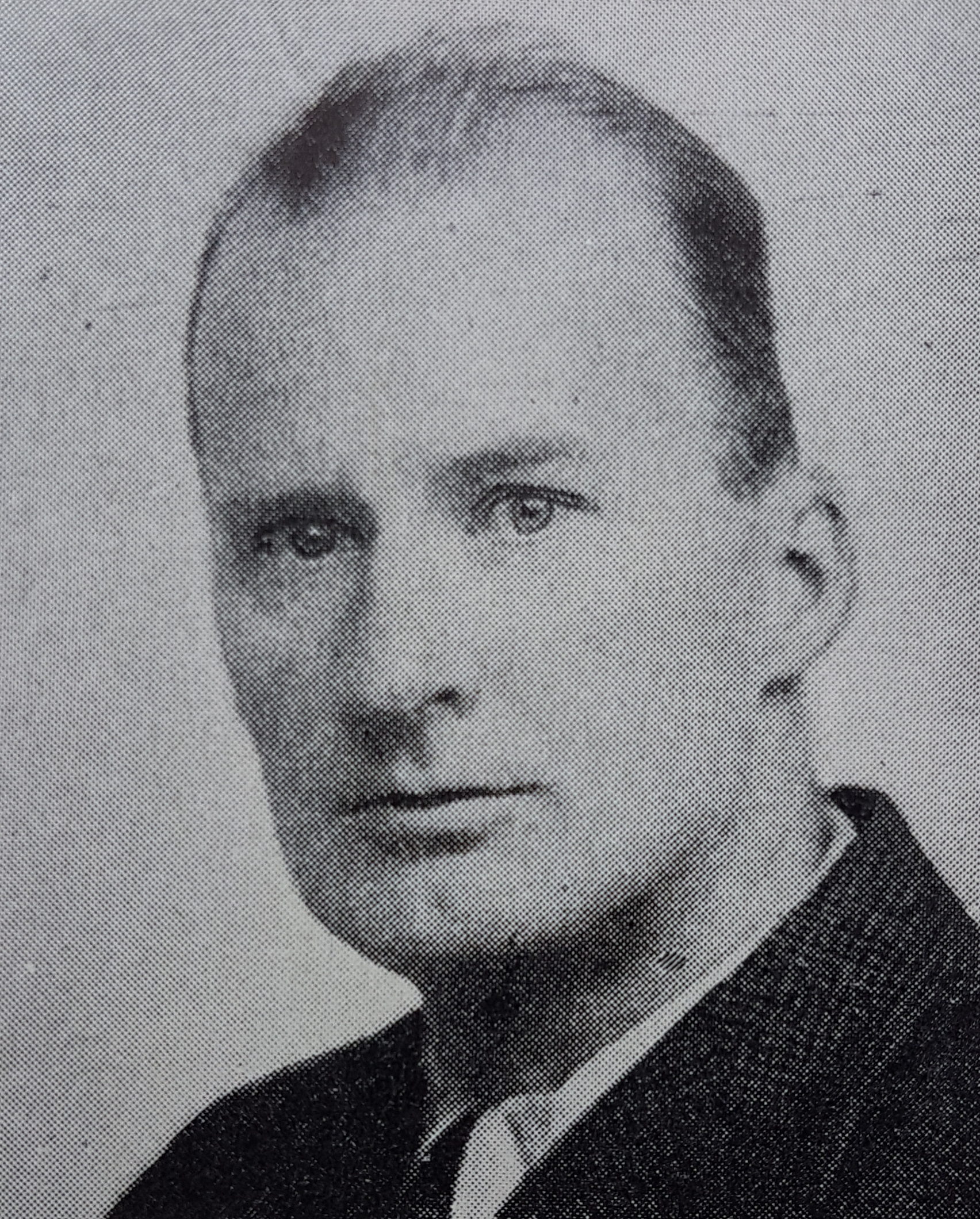
Georg Backer Berg

Georg Backer Berg, född 21 september 1900 i Stavanger, död 29 mars 1980, var en norsk målare.
Han var son till lektor Eimund Berg och Elise Wilhelmine Andersen. Backer Berg studerade först konst vid Bjarne Hansens och Karl Holters malerskoler i Stavanger därefter reste han till Paris där han under en period 1925 studerade för André Lhote. Han medverkade i Statens Kunstutstilling första gången 1920 och kom att medverka där ett tiotal gånger fram till 1957. Han debuterade i Vestlandsutstillingen 1926 och kom att medverka där ett tiotal gånger fram till 1967. Han var representerad vid Världsutställningen i Paris 1937, utställningen Kunst og Ukunst som visades på Nasjonalgalleriet 1942 och Vännortsutställnigen som visades i Stavanger, Esbjerg, Eskilstuna och Jyväskylä 1953-1954 samt Jubileutstilling 1930 - 1980 på Kunstnernes Hus 1980. Separat ställde han bland annat ut på Kunstnernes Hus 1936, Galleri Koloritten 1979 och ett flertal gånger i Stavanger och Bergen. Till hans offentliga arbeten hör dekorationsmålningar i fartygen M/S St. Svithun och M/S Kong Olav 1964 samt målningar på Lektorenes Hus i Oslo. Från 1930 till en bit in på 1960-talet var han konstkritiker i Stavanger Aftenblad och tilldelades 1962 Stavanger Aftenblads kulturpris. Under flera år delade han sin ateljé med Thoralf Gjesdal, vilket även innebar att de konstnärligt utvecklades. Hans konst består av ett stort omfång av motiv med tyngdpunkten på stadsmiljöer, hamnbilder, figurkompositioner, genremotiv, interiörer, stilleben och landskapsskildringar. Backer Berg är representerad vid bland annat Eskilstuna kommun, Nasjonalgalleriet, Rogaland Kunstmuseum, Stavanger Tinnfabrikk och Stavanger Aftenblad.